# 鈴木紀子 (バスケットボール)
鈴木 紀子（すずき のりこ、1955年4月18日 - ）は、日本の元女子バスケットボール選手である。秋田県出身。現役時代のポジションはガード。

## 来歴
秋田県立大曲高等学校卒業後、同郷の中村和雄率いる共同石油に所属し、リードオフマンとして活躍。1978-79年シーズンから2シーズン連続で日本リーグMVPを獲得。身長158cmとバスケットボール選手としては小柄だったが、運動量とテクニックに秀で、特に外角からのシュートとカットインを得意とした。
全日本にも選ばれ、1979年世界選手権などにも出場。

## 日本代表歴
- 1979年女子世界選手権
- 1980年モスクワオリンピック女子バスケットボール世界予選